# خوسيه سيميدو
خوسيه سيميدو هو لاعب كرة قدم برتغالي في مركز الوسط، ولد في 5 مارس 1965 في أوفار ‏ في البرتغال. شارك مع منتخب البرتغال لكرة القدم. أما مع النوادي، فقد لعب مع نادي بورتو.

## وصلات خارجية
- خوسيه سيميدو على موقع الاتحاد الدولي (مؤرشف)  (الإنجليزية)
- خوسيه سيميدو على موقع الاتحاد الأوربي (الإنجليزية)
- خوسيه سيميدو على موقع قاعدة بيانات كرة القدم.إي يو (الإنجليزية)
- خوسيه سيميدو على موقع ناشيونال فوتبول تيمز (الإنجليزية)
- خوسيه سيميدو على موقع عالم كرة القدم.نت (الإنجليزية)